# علامة البريكة
في طِبِّ الجِهاز الهَضمِيّ، عَلَامَة البُرَيْكَة أو علامة التوحُّل أو علامة البِركة أو علامة النُّقعَة (بالإنجليزية: Puddle sign)‏ هي مُناوَرَة فحص جسمي يُمكن استعمالها للتحقُّق من وجود حتَّى كمِّيَّات صغيرة من الحَبَن؛ قد تصل إلى 120 مل، وتلزَم 500 مل بالنسبة للأَصَمِّيَّة المُتَنَقِّلَة وبُروز الأَجنِحة.
خطوات الفحص كالآتي:
1. يستلقي المريض مُنبطِحًا (على بطنه) لخمس دقائق
2. ثم يقف المريض على مَرافِقه وركبه
3. تطبيق سَمَّاعَة الحِجاب على أكثر جزء مُعتَل من البَطْن
4. ينقر الفاحِص باستمرارٍ بإصبعه نقرة تلو نقرة، ويستمر بالنقر على نفس البقعة من البطن
5. تُحرَّك السَّمَّاعة على مساحة البطن بعيدًا عن الفاحِص
6. يزداد الصَّوت عند الحافَّة الأبعَد من البُرَيْكَة
7. لا يتغيَّر انتِقال الصَّوت عندما يجلس المريض

بالنِّسبَة للقَرع التَّسَمُّعِيّ، تكون علامة البريكة أكثر نَوعِيَّة لكن أقلَّ حَساسيَّة.

## روابط خارجيّة
- علامة البريكة - fpnotebook.com.
- Puddle test (discussion in relation to EBM) - bmj.com